# Juan Landázuri Ricketts
Juan Landázuri Ricketts OFM, właśc. Guillermo Eduardo Landázuri Ricketts (ur. 19 grudnia 1913 w Arequipie, zm. 16 stycznia 1997 w Limie) – peruwiański biskup rzymskokatolicki, franciszkanin, arcybiskup Limy, kardynał.

## Życiorys
Wykształcenie otrzymał w rodzinnym mieście i tam także, na Uniwersytecie św. Augustyna, rozpoczął studia z zakresu literatury i filozofii. Przerwał je jednak na trzecim roku, wstępując 28 kwietnia 1933 do zakonu Braci Mniejszych. Wyświęcony na kapłana 16 maja 1939 r., pracował jako misjonarz ludowy oraz wykładowca teologii. W latach 1946–1949 studiował na "Antonianum" w Rzymie, gdzie uzyskał doktorat z prawa kanonicznego. Po powrocie do ojczyzny kontynuował pracę nauczycielską, następnie został mianowany przełożonym peruwiańskiej prowincji franciszkanów; później wybrano go także definitorem generalnym zakonu dla Ameryki Łacińskiej.
18 maja 1952 r. otrzymał nominację na biskupa pomocniczego archidiecezji Limy i arcybiskupa tytularnego Roina, a 2 maja 1955 r. został mianowany jej arcybiskupem. Jako pasterz archidiecezji przeprowadził wizytację wszystkich parafii, zwołał synod diecezjalny, dokończył budowę nowego seminarium duchownego w Magdalenie, założył niższe seminarium duchowne w Chaciacayo oraz powołał do życia wiele dzieł wychowawczych i oświatowych. Erygował ponad 30 nowych parafii na terenie archidiecezji limskiej, troszcząc się nieustannie o powołania do stanu duchownego oraz o głęboką formację religijną wiernych.
Na konsystorzu 19 marca 1962 został wyniesiony do godności kardynalskiej przez Jana XXIII, nadając tytuł prezbitera Santa Maria in Ara Coeli. Brał udział w obradach Soboru Watykańskiego i także uczestniczył w synodach biskupów odbywających się w latach 1967, 1969, 1971 i 1974. Po osiągnięciu wieku emerytalnego papież Jan Paweł II przyjął jego dymisję z urzędu 30 grudnia 1989.